# Cynosurus
- Commons
- Wikispecies

Cinosura (Cynosurus L.) é um género botânico pertencente à família Poaceae, subfamília Pooideae, tribo Poeae.
O gênero apresenta aproximadamente 85 espécies. Ocorrem na Europa, África, Ásia, Australásia, América do Norte, América do Sul e Antárctica.
Na classificação taxonômica de Jussieu (1789), Cynosurus é um gênero botânico,  ordem  Gramineae,  classe Monocotyledones com estames hipogínicos.

## Sinônimos
- Falona Adans.
- Phalona Dumort.

## Principais espécies
- Cynosurus cristatus L.
- Cynosurus echinatus L.
- Cynosurus elegans Desf.
- «PPP-Index Lista completa»

## Classificação do gênero
| Sistema | Classificação                   | Referência               |
| ------- | ------------------------------- | ------------------------ |
| Linné   | Classe Triandria, ordem Digynia | Species plantarum (1753) |